# Gloggnitz
Gloggnitz è un comune austriaco di 5 954 abitanti nel distretto di Neunkirchen, in Bassa Austria; ha lo status di città (Stadtgemeinde).

## Monumenti e luoghi d'interesse
- Castello di Gloggnitz
- Castello di Stuppach, nell'omonima frazione